# Mortimer (nome)
Mortimer  è un nome proprio di persona inglese maschile.

## Varianti
- Ipocoristici: Morty[1], Mort[1]

## Origine e diffusione
Riprende il cognome inglese Mortimer; esso è derivato a sua volta da un toponimo, quello del villaggio di Mortemer, in Normandia, che in francese antico vuol dire "acque immobili", "acque tranquille". Il cognome venne portato dai membri di una casata nobiliare normanna, i Mortimer, che giunsero in Inghilterra al seguito di Guglielmo il Conquistatore
Entrambi i suoi diminutivi sono condivisi col nome Morton.

## Onomastico
Non esistono santi che portano questo nome, quindi è adespota. L'onomastico può essere festeggiato in occasione di Ognissanti, il 1º novembre.

## Persone

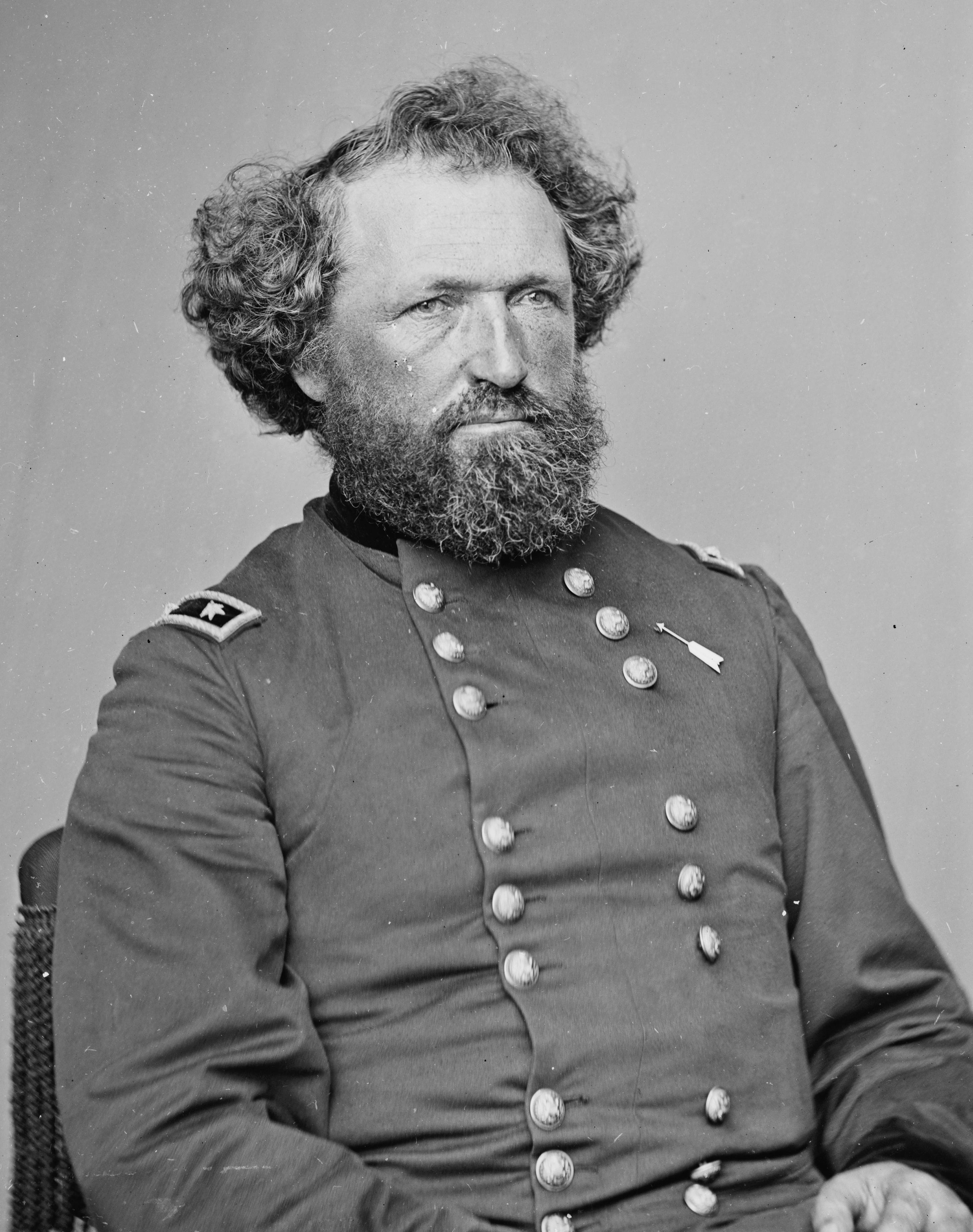
Mortimer Dormer Leggett

- Mortimer Adler, filosofo statunitense
- Mortimer Durand, diplomatico e scrittore inglese
- Mortimer Dormer Leggett, generale statunitense
- Mortimer Wheeler, archeologo britannico

## Il nome nelle arti
- Mortimer è un personaggio della Bonelli, genio criminale nemico di Zagor.
- Mortimer Brewster è un personaggio del film del 1944 Arsenico e vecchi merletti, diretto da Frank Capra.
- Mortimer Duke è un personaggio del film del 1983 Una poltrona per due, diretto da John Landis.
- Mortimer Mouse è il nome di diversi personaggi Disney: uno zio di Minnie, il nome inglese di Topesio e il nome originale di Topolino, poi abbandonato in favore di Mickey.
- Morty Smith è un personaggio della serie animata Rick and Morty.